# Moghania fruticulosa
Moghania fruticulosa là một loài thực vật có hoa trong họ Đậu. Loài này được (Wall. ex Benth.) Wang & Tang mô tả khoa học đầu tiên năm 1955.